# Targa Resources
Targa Resources ist ein US-amerikanisches Unternehmen auf dem Gebiet der Erdgasaufbereitung und des Flüssiggastransports (Midstream). Targa Resources besitzt mehrere Standorte in Texas sowie in Oklahoma, North Dakota, New Mexico und Louisiana. Das Hauptgeschäft des Unternehmens liegt bei dem Transport, der Lagerung und der Aufbereitung von Erdgas sowie LPG und NGL, jedoch wird auch Erdöl gelagert und weitervertrieben.
Targa Resources wurde 2003 durch das Private-Equity-Unternehmen Warburg Pincus gegründet und bestand zunächst aus übernommenen Unternehmensteilen von ConocoPhillips und Dynegy. Im Februar 2007 ging das Unternehmen an die Börse, im Jahr 2013 veräußerte Warburg Pincus seine restlichen Anteile an Targa Resources.